# طرخشقون كبير
طرخشقون كبير (باللاتينية: Taraxacum majus ) هو نوع نباتي يتبع جنس الطرخشقون من القبيلة الشيكورية.